# Vint Cerf
Pour les articles homonymes, voir Cerf (homonymie).
Vinton Gray Cerf dit Vint Cerf (né le 23 juin 1943 à New Haven au Connecticut (États-Unis) est un ingénieur, docteur et professeur américain, chercheur et co-inventeur avec Bob Kahn du protocole TCP/IP. Il est considéré comme l'un des pionniers de l'internet.

## Biographie
Vinton Cerf s'intéresse depuis son plus jeune âge à l'électronique et s'inscrit à l'université Stanford où il obtient son diplôme de mathématiques (Bachelor of Science) en 1965. Il rejoint ensuite l'université de Californie à Los Angeles (UCLA) où il obtient une maîtrise et un doctorat en 1970 et 1972. Pendant son cursus universitaire, il commence à travailler sur le projet Arpanet, le premier réseau de transmission de données par paquets, avant d'être nommé professeur à Stanford. Il s'appuie, avec Bob Kahn, sur le Datagramme de l'ingénieur français Louis Pouzin pour finaliser un moyen de relier différents réseaux baptisé « internetwork », qui est formalisé en 1974 dans l'article A Protocol for Packet Network Intercommunication. C'est l'acte de naissance du protocole TCP/IP.
En 1976, il participe aux programmes de recherche de l'armée américaine (DARPA) et met en place le développement du protocole TCP/IP qui sert de base à Internet, dont il documente le projet dans IEN 48 « The catenet model for internetworking ».
Il devient vice-président de la société MCI Digital Information Services en 1982, où il lance le développement de MCI Mail (en), premier service commercial de messagerie relié à Internet.
Vinton Cerf est aussi l'un des fondateurs de l'Internet Society (ISOC), fondée en 1992 avec pour mission de faire valoir les points de vue des utilisateurs d'Internet et de soutenir les groupes d'équipes techniques chargés de développer Internet, comme l'Internet Engineering Task Force. Il a été le premier président de l'Internet Society entre 1992 et 1995 avant d'en assurer les fonctions de président du conseil de 1998 à 1999.
En 1999, il rejoint l'ICANN (Internet Corporation for Assigned Names and Numbers) en qualité de membre du conseil d'administration jusqu'en 2007.
En 2005, il est engagé par Google Inc. comme Chef évangéliste de l'Internet (Chief Internet Evangelist).
Il a aussi travaillé avec la NASA sur le projet de l'Internet interplanétaire (ou « Internet des étoiles ») pour définir un nouveau protocole de communication entre les stations spatiales, les vaisseaux et les satellites artificiels. Il collabore aussi sur IPv6, la version 6 du protocole IP.
De 2012 à 2014, Vinton Cerf a été président de l'Association for Computing Machinery.
En juin 2018, Vint Cerf fait partie des signataires d’une lettre ouverte destinée à l’UE portant sur l'Article 13 de la nouvelle directive européenne sur le droit d'auteur. Les signataires estiment que l’article pourrait avoir des repercussions économiques négatives sur le marché numérique. L’article prévoit que les entreprises doivent incorporer automatiquement la possibilité de rendre certaines œuvres inaccessibles, si les ayants droit le demandent.
Atteint de surdité, Vinton Cerf a épousé une femme également sourde et fait partie du bureau de l'université Gallaudet ; il a reçu un prix de l'association Alexander Graham Bell pour les sourds et malentendants. 
Lui et sa famille résident[Quand ?] en Virginie, aux États-Unis.

## Distinctions
- En 1997, le président Bill Clinton remet la National Medal of Technology à Vinton Cerf et à son collègue, Robert E. Kahn, pour avoir fondé et développé Internet. La même année, ils reçoivent la médaille Alexander Graham Bell de l'IEEE.
- En 2004, il remporte, avec Robert E. Kahn, le prix Turing pour son travail précurseur sur l'internetworking.
- En mai 2006, il entre dans le National Inventors Hall of Fame.
- En 2012, il entre au temple de la renommée d'Internet, au titre des pionniers.
- Le 18 mars 2013, Vinton Cerf reçoit le 1er Queen Elizabeth Prize for Engineering[6] conjointement avec Louis Pouzin, Robert Kahn, Tim Berners-Lee et Mark Andreessen. Le prix leur est attribué pour leurs contributions majeures à la création et au développement d'Internet et du World Wide Web.
- En 2014, Vinton Cerf est fait  Officier de la Légion d'honneur.
- En 2018, il obtient la médaille Benjamin-Franklin.